# Lukáš Černohorský
Lukáš Černohorský (ur. 19 listopada 1984 w Dlouhej Lhocie) – czeski polityk, w latach 2014–2016 lider Czeskiej Partii Piratów, członek Izby Poselskiej.

## Życiorys
Ukończył studia z zakresu technologii pomiarów i sterowania w Wyższej Szkole Górniczej – Uniwersytecie Technicznym w Ostrawie. Pracował jako tester oprogramowania, później został menedżerem projektu w prywatnym przedsiębiorstwie.
Zaangażował się w działalność polityczną w ramach Czeskiej Partii Piratów. Bez powodzenia kandydował z jej ramienia m.in. w wyborach parlamentarnych w 2010 i w 2013. W latach 2014–2016 pełnił funkcję przewodniczącego tego ugrupowania. W wyborach parlamentarnych w 2017 jego partia po raz pierwszy przekroczyła próg wyborczy. Lukáš Černohorský uzyskał wówczas mandat deputowanego w kraju morawsko-śląskim. W 2021 nie został wybrany na kolejną kadencję.